# イザスカ
イザスカ（伊: Isasca）は、イタリア共和国ピエモンテ州クーネオ県にある、人口約100人の基礎自治体（コムーネ）。

## 地理

### 位置・広がり

#### 隣接コムーネ
隣接するコムーネは以下の通り。
- ブロンデッロ
- ブロッサスコ
- マルティニアーナ・ポー
- ヴェナスカ

#### 地震分類
イタリアの地震リスク階級 (it) では、3s 
に分類される。